# Euxoa vilis
Euxoa vilis là một loài bướm đêm trong họ Noctuidae.